# Колумбия в Первой мировой войне
Колумбия придерживалась нейтралитета в Первой мировой войне.

## Первая мировая война
После начала Первой мировой войны, доктор Хосе Висенте Конча вступил в должность президента Колумбии и назначил министром Марко Фиделя Суареса. Хоть эти двое всегда и поддерживали конфликтные отношения, их темпераменты были совершенно противоположными, но, разделяя одну и ту же политическую партию, они были вынуждены «жить вместе». Когда разразилась война, стало очевидно, что географическое положение Колумбии делает её пригодной для телеграфной связи, но в то же время она начала подвергаться давлению со стороны других государств. Правительство заявило, что Колумбия сохранит нейтралитет в войне. Это озадачило некоторых Союзников, которые рассчитывали на помощь Колумбии в войне. Путаница стала ещё больше, когда была изучена карта её территории и подтверждена протяжённость её берегов, а также её близость к Панамскому каналу, который недавно был открыт. В Латинской Америке другие государства также были нейтральными, но условия, в которых была Колумбия, были несколько нетипичными не только из-за их антипатии к США, но и их согласия с немцами, у которых была инвестиционная колония.
Хосе Висенте Конча Феррейра распорядился о выпуске облигаций, называемых облигациями национального казначейства, с тем чтобы граждане платили налоги и другие расходы. Кроме того, было приказано сократить государственные расходы, приостановить общественные работы и отложить помощь государственным компаниям, колледжам и школам.
Когда Соединённые Штаты вступили в войну в 1917 году, некоторые государства Южной Америки помогли им, другие разорвали дипломатические отношения, а остальные, включая Колумбию, остались нейтральными.
Взлетела стоимость риса, пшеницы, какао и табака. Однако этих усилий было недостаточно для удовлетворения национального спроса, что привело к росту цен на эти товары и инфляции.

### Колумбийские участники
Несколько колумбийцев участвовали и погибли в Первой мировой войне:
- Хуан Мануэль Алдана — лейтенант, получивший образование в Великобритании, служил в Вустерширском полку. Погиб в битве при Аррасе в 1917 году.
- Карлос Гонсалес — рядовой из Барранкильи, служивший в Королевских фузилерах Нортамберленда, также погиб в 1917 году.

## Последствия нейтралитета
После войны, Колумбия, поверив в европейскую модель, начала искать путь в будущее, что коснулось не только правящего класса, но и рабочего. Началось производство авиации. Колумбия перешла от влияния Франции и Великобритании к США.